# Cuadrado mágico geométrico

Figura 1: Un cuadrado geomágico con piezas del mismo tamaño (decominós)

Un cuadrado mágico geométrico (a menudo abreviado como cuadrado geomágico), es una generalización de los cuadrados mágicos tradicionales. Inventado por Lee Sallows en 2001, presenta propiedades análogas a las de los cuadrados mágicos clásicos, que suelen ser matrices cuadradas de números (casi siempre enteros positivos ) cuya suma tomada en cualquier fila, en cualquier columna o en cualquier diagonal es el mismo número objetivo. Un cuadrado geomágico, por otro lado, es un conjunto de formas geométricas dispuestas en las celdillas de un cuadrado, de manera que las que aparecen en cada fila, columna o diagonal se pueden unir para crear una forma idéntica llamada forma objetivo. Al igual que con los tipos numéricos, se requiere que las entradas en un cuadrado geomágico sean distintas. De manera similar, las ocho variantes triviales de cualquier cuadrado resultantes de su rotación y/o reflexión se cuentan todas como el mismo cuadrado. Por dimensión de un cuadrado geomágico se entiende la dimensión de las piezas que utiliza. Hasta ahora, el interés se ha centrado principalmente en cuadrados 2D que utilizan piezas planas, pero se permiten piezas de cualquier dimensión.

## Ejemplos
La Figura 1 de arriba muestra un cuadrado geomágico de 3 × 3. Las 3 piezas que ocupan cada fila, columna y diagonal forman un objetivo rectangular, como se ve a izquierda y derecha, y arriba y abajo. Aquí las 9 piezas son todas decominós, pero pueden aparecer piezas de cualquier forma y no es requisito que sean del mismo tamaño. En la Figura 2, por ejemplo, las piezas son poliominós de tamaños consecutivos desde 1 hasta 9 unidades. El objetivo es un cuadrado de 4×4 con un agujero cuadrado interior.
Sorprendentemente, las investigaciones por computadora muestran que la Figura 2 es uno  de los posibles 4.370 cuadrados geomágicos distintos de 3 × 3 que utilizan piezas con estos mismos tamaños y el mismo objetivo. Por el contrario, la Figura 1 es una de las dos únicas soluciones que utilizan piezas de tamaño similar y un objetivo idéntico. En general, tamaños de piezas repetidos implican menos soluciones. Sin embargo, en la actualidad no existe ningún fundamento teórico que explique estos hallazgos empíricos.

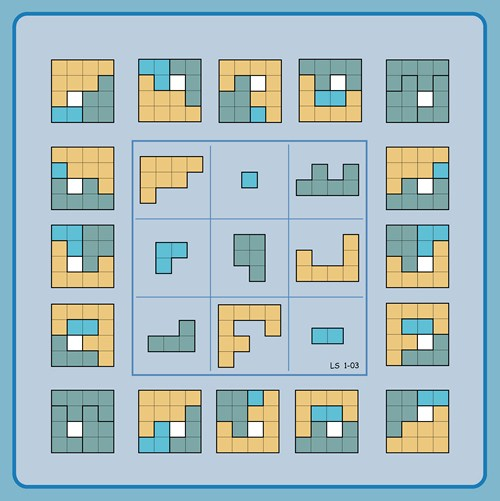
Figura 2: Un cuadrado geomágico que utiliza piezas de tamaños consecutivos

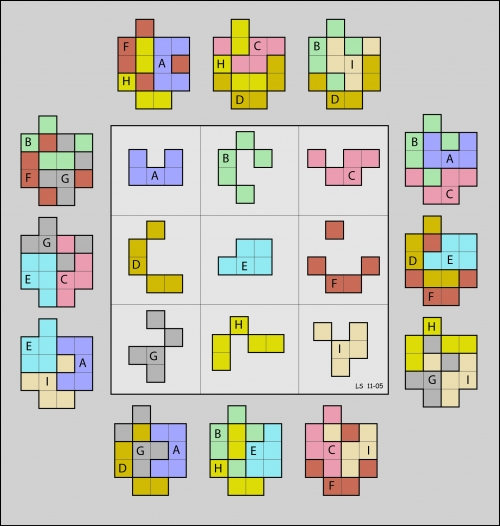
Figura 3: Un cuadrado geomágico panmágico de 3 × 3

Las piezas en un cuadrado geomágico también pueden ser disjuntas, o compuestas de islas separadas, como se ve en la Figura 3. Dado que pueden colocarse de manera que se superpongan entre sí, las piezas disjuntas a menudo pueden cubrir áreas que las piezas conexas no pueden. Las recompensas de esta flexibilidad adicional a menudo se ven en cuadrados geomágicos que poseen simetrías imposibles para los cuadrados mágicos numéricos.
Además de los cuadrados que utilizan formas planas, existen especímenes en 3D, cuyas celdas contienen piezas sólidas que se combinan para formar el mismo sólido objetivo. La Figura 5 muestra un ejemplo en el que el objetivo es un cubo.

## Historia
Una fórmula muy conocida del matemático Édouard Lucas caracteriza la estructura de cada cuadrado mágico de números de tamaño 3×3. Sallows, autor ya de un trabajo original en esta área, había especulado durante mucho tiempo que la fórmula de Lucas podría contener un potencial oculto. Esta suposición se confirmó en 1997 cuando publicó un breve artículo que examinaba cuadrados utilizando números complejos, una estrategia que condujo a un nuevo teorema que correlacionaba cada cuadrado mágico de 3 × 3 con un paralelogramo único en el plano complejo. Siguiendo en la misma línea, el siguiente paso decisivo fue interpretar las variables de la fórmula de Lucas como si representaran formas geométricas, una idea extravagante que condujo directamente al concepto de cuadrado geomágico.
Resultó ser una consecuencia inesperada de este hallazgo que los cuadrados mágicos tradicionales pudieran interpretarse como cuadrados geomágicos unidimensionales.
Otros investigadores también se dieron cuenta de esta circunstancia. Charles Ashbacher, coeditor del Journal of Recreational Mathematics, comentó que el campo de los cuadrados mágicos se estaba expandiendo exponencialmente. Peter Cameron, ganador del Premio Whitehead de la Sociedad Matemática de Londres y ganador conjunto de la Medalla Euler, llamó a los cuadrados geomágicos "una nueva y maravillosa pieza de matemáticas recreativas, que hará las delicias de los no matemáticos y dará que pensar a los matemáticos". Por su parte, el escritor especializado en matemáticas, Alex Bellos, dijo: "Llegar a esto después de miles de años de estudio de los cuadrados mágicos es bastante sorprendente". Cabe preguntarse si los cuadrados geomágicos podrían tener aplicaciones fuera del estudio de los rompecabezas. Cameron está convencido de ello y afirmó que: "Puedo ver inmediatamente muchas cosas que me gustaría hacer con estos cuadrados".

## Métodos de construcción
Salvo ejemplos triviales, no se conocen métodos sencillos para producir cuadrados geomágicos. Hasta la fecha, se han explorado dos enfoques. Cuando las piezas a utilizar son poliformas, o formas construidas a partir de unidades repetidas, se hace posible una búsqueda exhaustiva por ordenador.
En el caso de la Figura 1, por ejemplo, un primer paso sería decidir los tamaños de las piezas a utilizar (en este caso todas iguales) y la forma del objetivo deseado. Un programa inicial sería entonces capaz de generar una lista L correspondiente a cada posible teselado de esta forma objetivo mediante 3 decominós distintos (poliominós de tamaño 10). Cada decominó está representado por un número entero único, de modo que L consistirá en una lista de tríadas enteras. A continuación se puede ejecutar una rutina que compruebe posibles combinaciones de tres tríadas diferentes. La comprobación consiste en tratar las tríadas candidatas como entradas de fila en un cuadrado de 3×3, y luego comprobar si las columnas y diagonales así formadas contienen cada una 3 números enteros que también estén en L, es decir, si también son tríadas que componen la forma objetivo. Si es así, se ha identificado un cuadrado geomágico de 3 × 3 que utiliza 9 decominos y un objetivo seleccionado. Si esto falla, se pueden probar formas de objetivos alternativas. Se puede utilizar una versión elaborada del mismo método para buscar cuadrados más grandes o cuadrados que incluyan piezas de diferentes tamaños.
Un método alternativo de construcción comienza con un cuadrado geomágico trivial que muestra piezas repetidas, cuyas formas luego se modifican para que cada una sea distinta de las demás, pero sin alterar la propiedad mágica del cuadrado. Esto se logra mediante una plantilla algebraica como la que se ve a continuación, en la que las distintas variables se interpretan como diferentes formas que se agregarán o eliminarán de las piezas iniciales, según su signo.

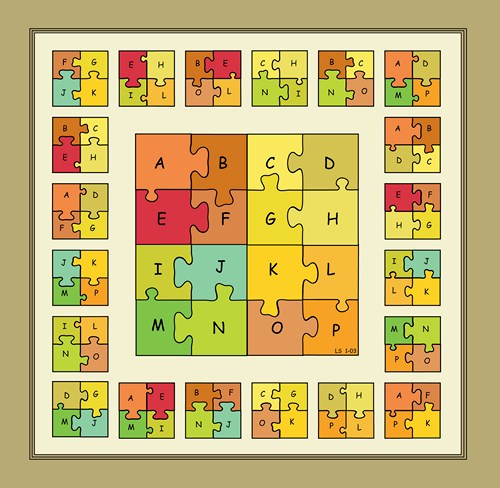
Figura 4: Un cuadrado geomágico 'autoentrelazado'

La Figura 4 ilustra una interpretación geométrica de la plantilla en la que k se considera como una pequeña forma cuadrada, mientras que a, b, c y d representan las protuberancias (+) y/o hendiduras (-) mediante las que se modifican las piezas originales para dar como resultado 16 piezas distintas del rompecabezas.
{\displaystyle {\begin{array}{|c|c|c|c|}\hline k+a+b&k-a+d&k-c-d&k-b+c\\\hline k+a-b&k-a-d&k-c+d&k+b+c\\\hline k-a-b&k+a-d&k+c+d&k+b-c\\\hline k-a+b&k+a+d&k+c-d&k-b-c\\\hline \end{array}}}

## Relación con los cuadrados mágicos tradicionales
Contrariamente a la impresión que da a primera vista, es un error considerar que el término cuadrado geomágico se refiere a alguna categoría de cuadrado mágico. De hecho, ocurre exactamente lo contrario: cada cuadrado mágico (aditivo) es una instancia particular de un cuadrado geomágico, pero nunca al revés. El punto queda claro con el siguiente ejemplo que aparece en un amplio artículo sobre cuadrados geomágicos escrito por Jean-Paul Delahaye en Pour la Science, la versión francesa de Scientific American. En este caso, la forma objetivo para el cuadrado geomágico de la derecha es simplemente un segmento de línea unidimensional de 15 unidades de largo, siendo las piezas nuevamente no más que segmentos de línea recta. Como tal, esto último es obviamente una traducción sencilla a términos geométricos del cuadrado mágico numérico de la izquierda.
| 4 | 9 | 2 |
| 3 | 5 | 7 |
| 8 | 1 | 6 |

| ••••     | ••••••••• | ••      |
| •••      | •••••     | ••••••• |
| •••••••• | •         | ••••••  |

Como dice Delahaye: "Este ejemplo muestra que el concepto de cuadrado geomágico generaliza los cuadrados mágicos. El resultado aquí no es espectacular, pero afortunadamente hay otros cuadrados geomágicos que no son el resultado de tal traducción".
El punto es que cada cuadrado mágico numérico puede entenderse como un cuadrado geomágico unidimensional como se indicó anteriormente. O como dice el propio Sallows: "Los cuadrados mágicos tradicionales con números se revelan entonces como ese caso particular de cuadrados 'geomágicos' en los que todos los elementos son unidimensionales". Sin embargo, esto no agota el caso 1D, porque existen cuadrados geomágicos 1D cuyos componentes son segmentos de línea "desconectados" y que no corresponden a ningún cuadrado mágico numérico. Así, incluso en la dimensión uno, los tipos tradicionales corresponden solo a un pequeño subconjunto de todos los cuadrados mágicos geométricos.

## Tipos especiales
La estructura más rica de los cuadrados geomágicos se refleja en la existencia de especímenes que muestran un grado mucho mayor de magia del que es posible con tipos numéricos. Así, un cuadrado panmágico es aquel en el que cada diagonal, incluidas las llamadas diagonales rotas, comparte la misma propiedad mágica que las filas y columnas. Sin embargo, se muestra fácilmente que un cuadrado panmágico de tamaño 3 × 3 es imposible de construir con números, mientras que en la Figura 3 se puede ver un ejemplo geométrico. Aún no se ha informado de ningún ejemplo comparable que utilice piezas conexas.

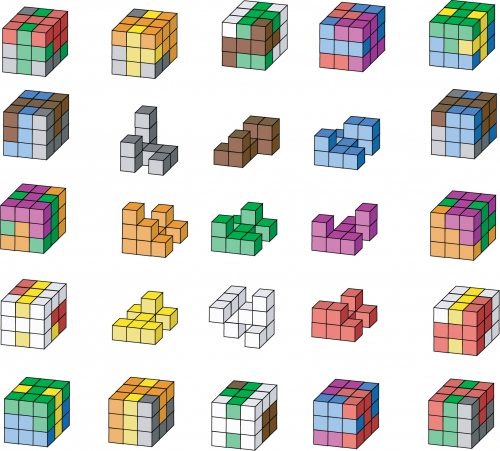
Figura 5: Un cuadrado geomágico en 3D con formas cúbicas

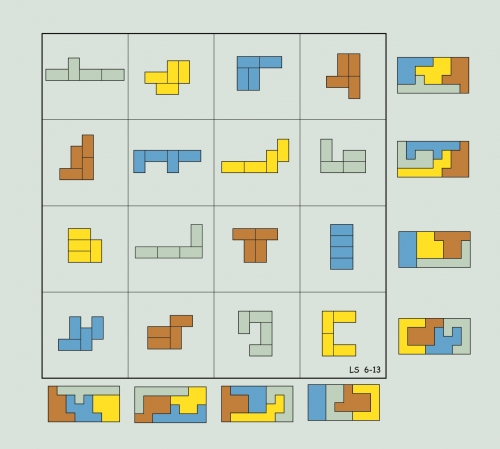
Figura 6: Un cuadrado geomágico cuyas piezas componen un conjunto de teselas autoteseladas

Además de ser geomágicos, existen cuadrados con propiedades auxiliares que los hacen aún más distintivos. En la Figura 6, por ejemplo, que es mágica solo en filas y columnas, las 16 piezas forman lo que se llama un conjunto de teselas autoteseladas. Un conjunto de este tipo se define como cualquier conjunto de n formas distintas, cada una de las cuales puede estar compuesta por réplicas más pequeñas del conjunto completo de n formas.
Un segundo ejemplo es la Figura 4, que es el llamado cuadrado geomágico autoentrelazado. Aquí, las 16 piezas ya no están contenidas dentro de celdas separadas, sino que definen las formas de las celdas cuadradas en sí mismas, para entrelazarse y completar un rompecabezas de forma cuadrada.

## Cuadrados geomágicos en la cultura popular

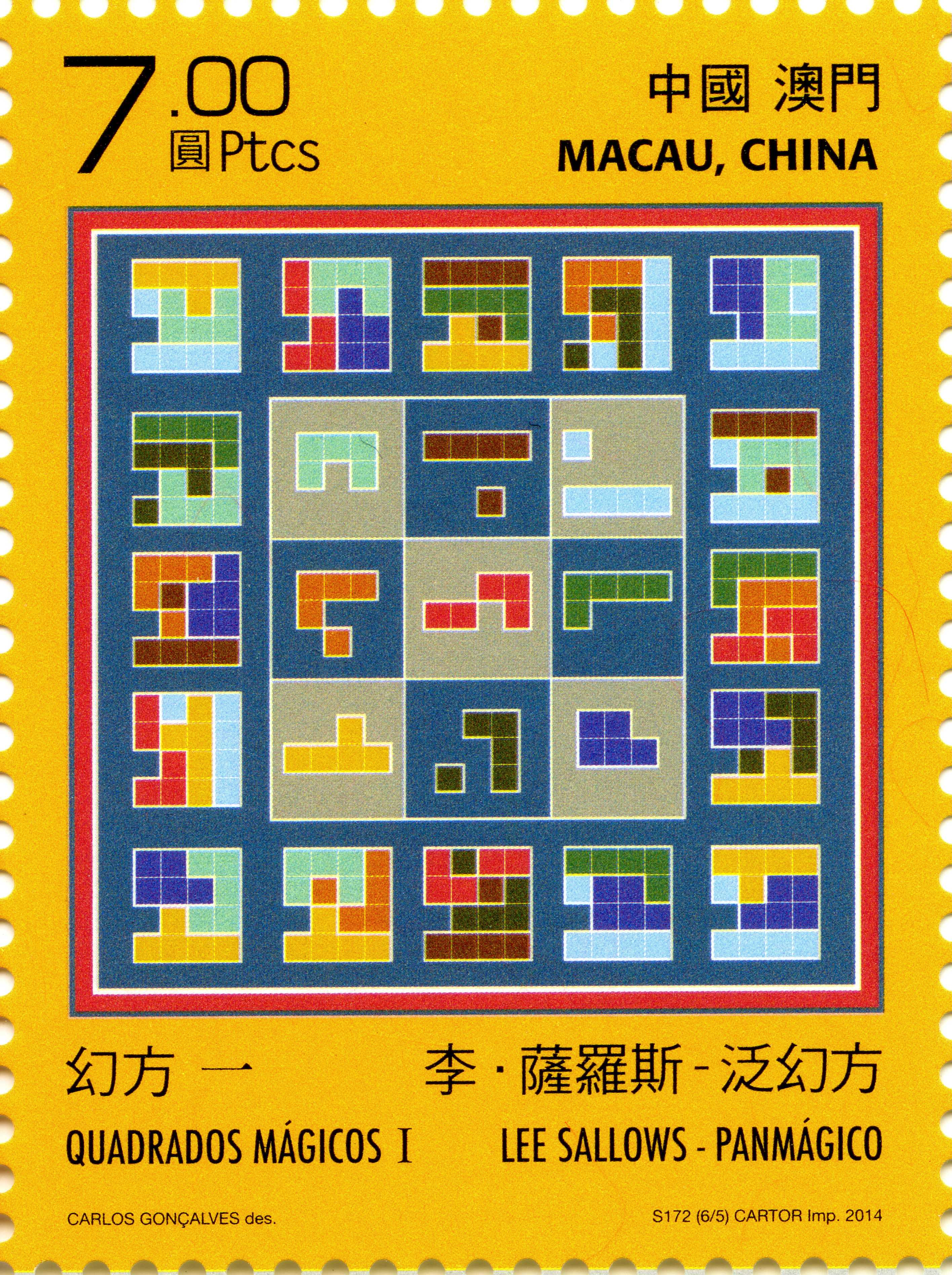
Sello de Macao mostrando un cuadrado mágico geométrico

El 9 de octubre de 2014, la oficina de correos de Macao emitió una serie de sellos basados en cuadrados mágicos. El siguiente sello, que muestra uno de los cuadrados geomágicos creados por Sallows, fue elegido para formar parte de la serie de sellos.